# Harley-Davidson Electra Glide

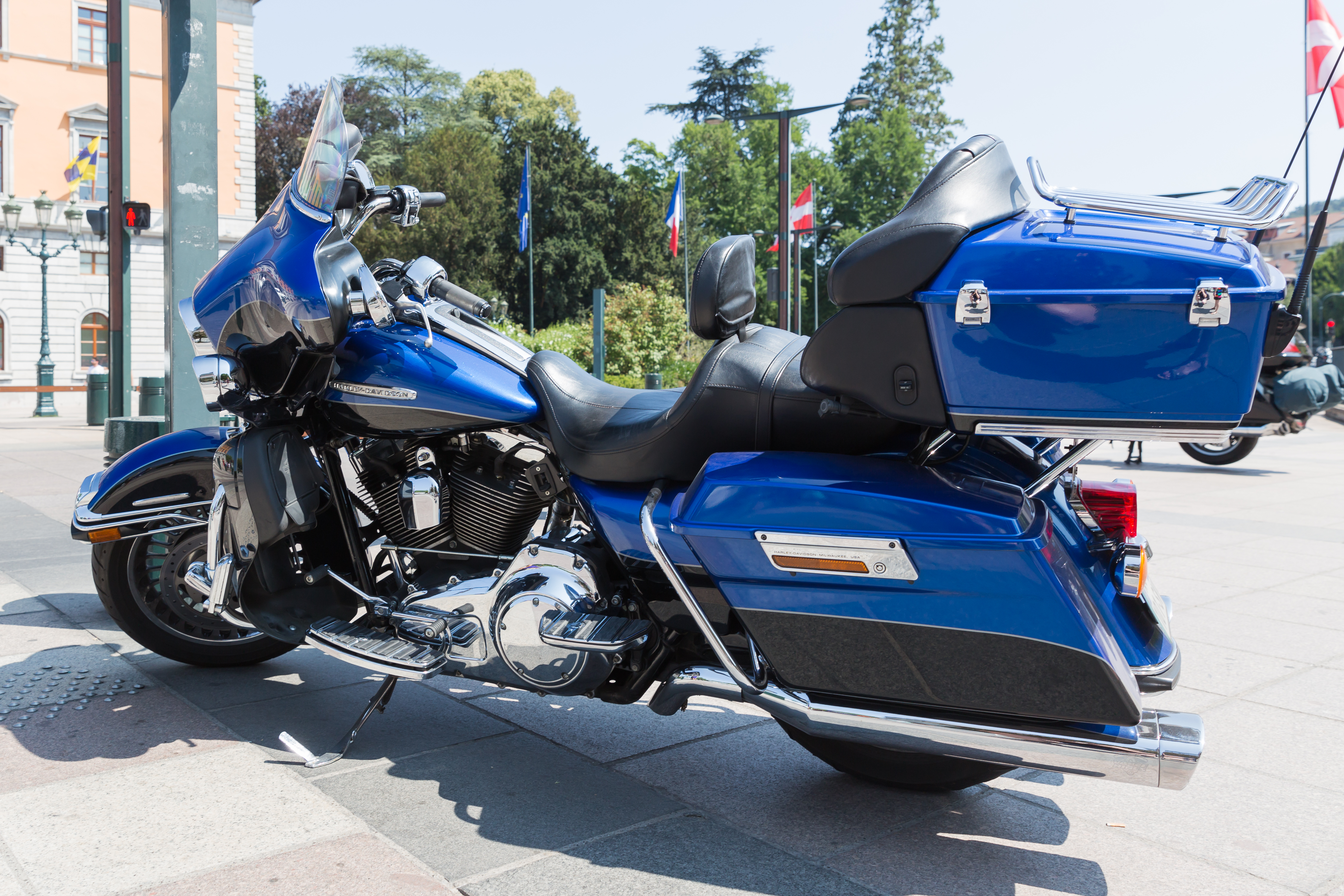
Harley-Davidson Electra Glide.

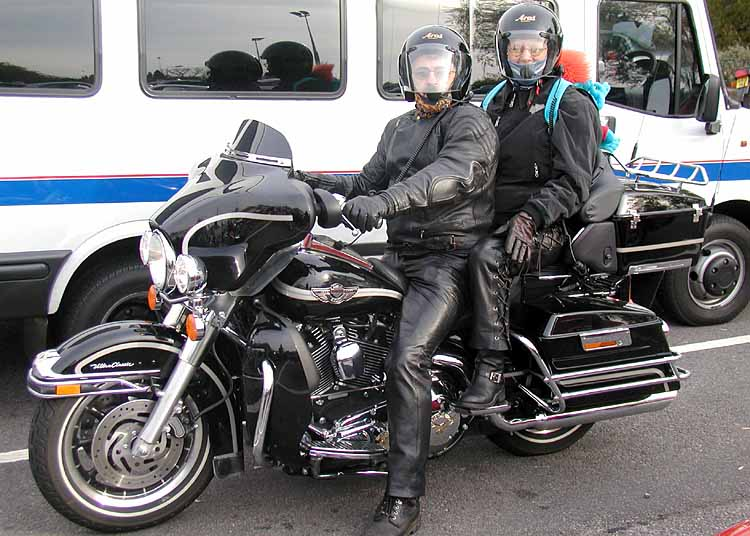
Electra Glide Ultra Classic.

Pour les articles homonymes, voir Electra.
L'Electra Glide est une moto de la marque Harley-Davidson, de la catégorie Touring (routière). 
En 1965, l'Electra Glide perpétue la série FL, apparait dans la gamme et remplace la Duo Glide. Elle est la première Harley-Davidson à recevoir un démarreur électrique (d'où la dénomination « electra »). Elle utilise le moteur Panhead 1 212 cm3 (74 in3) utilisé sur tous les gros twins depuis 1948.

Dès l'année suivante, le moteur Shovelhead fait son apparition. Il cube lui aussi 1 212 cm3 jusqu'en 1981.

Dès 1978, un nouveau moteur Shovelhead de 1 343 cm3 (82 in3) fait son apparition. Il sera généralisé en 1981 et laissera la place au moteur Blockhead en 1985, lui aussi cubant 1 343 cm3.

Le Twin Cam 88, 1 442 cm3, apparaît en 1999 avec certains modèles d'Electra Glide Screaming Eagle dotés du 1 687 cm3 (103 in3).

Le Twin Cam 96, 1 584 cm3, débarque en 2007, tandis que le 1 687 cm3 se généralise petit à petit chez les gros twins.

La gamme CVO (Custom Vehicle Operations) (en) conserve elle un peu d'avance avec le moteur 1 801 cm3 (110 in3).
L'Electra Glide a été avant tout conçue pour rouler sur de longues distances dans un grand confort. Son équipement est dans les standards de la catégorie. On trouve un carénage protecteur, une selle moelleuse (y compris pour le passager), un équipement audio, des sacoches de grande capacité, etc. Certains propriétaires l'équipent d'un side-car.
Au cours de sa carrière, elle évolue lentement. Si l'esthétique reste globalement la même, les améliorations portent sur les composants mécaniques, avec la filtration des vibrations, l'augmentation de cylindrée du moteur, etc.

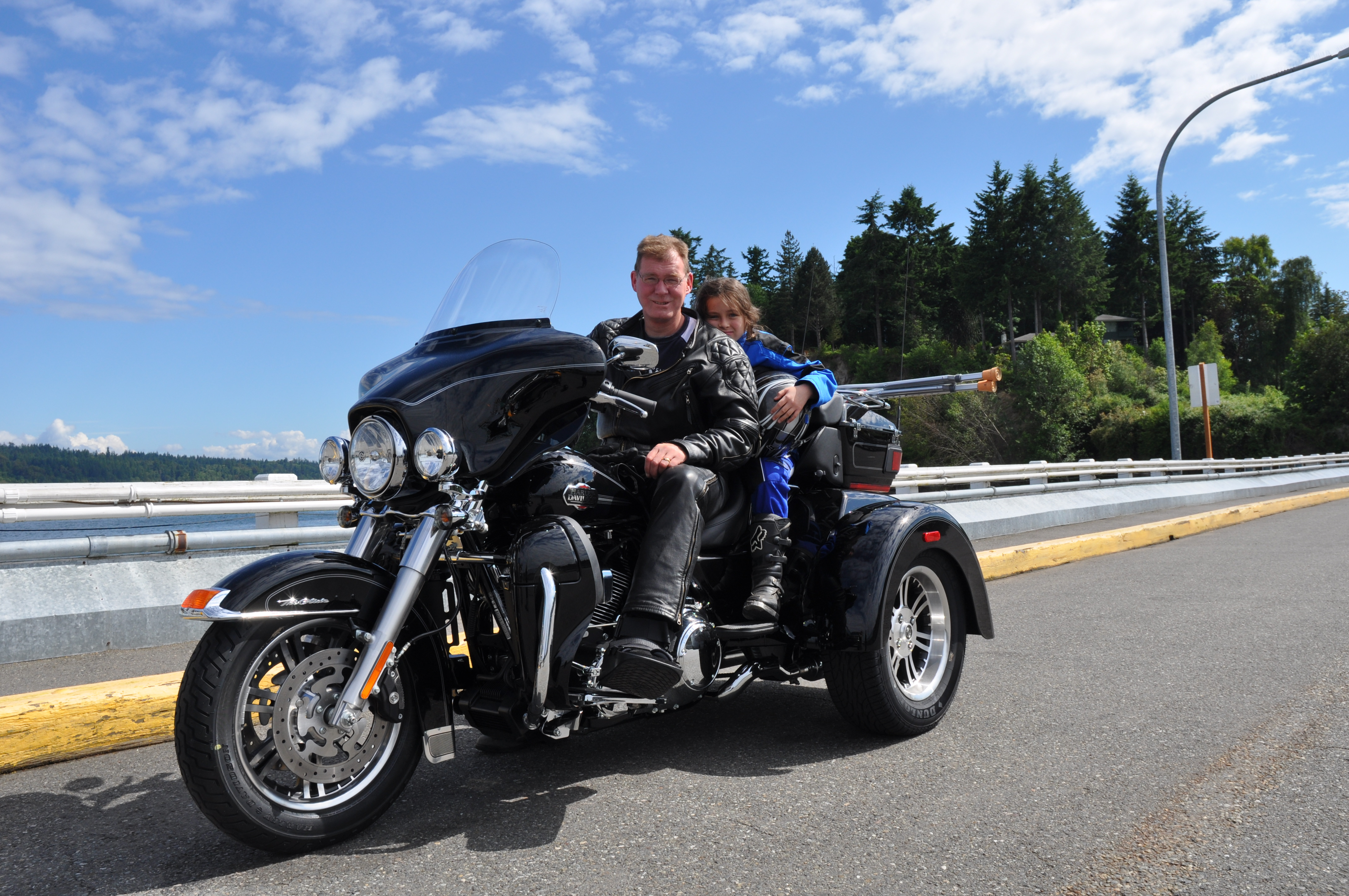
Le Tri Glide de Harley-Davidson, depuis 2009, est une Electra Glide Ultra Classic montée de série en trike.

La version 2009 dispose d'un moteur de 1 584 cm3, d'une boite six vitesses, d'un freinage ABS et surtout du nouveau châssis des Touring. Le modèle Ultra limited apparaît en 2010.

Le moteur de 1 687 cm3 est généralisé en 2012. À cylindrée égale, le modèle 2014 gagne un nouveau moteur refroidi par eau et une nouvelle planche de bord derrière un carénage relooké.
L'Electra est disponible en plusieurs finitions : 
- Electra Glide Standard ;
- Electra Glide Classic (a été retirée du catalogue français en 2006, mais reste disponible dans d'autres pays) ;
- Electra Glide Ultra Classic, qui bénéficie de carénage pour les jambes et d'un top case de grande dimension, permettant de loger deux casques intégraux ;
- Electra Glide Ultra limited qui est apparue en 2010, bénéficie de nombreux aménagements, d'une peinture bi-tons et d'un moteur 103 de 1 690 cm3 qui est généralisé sur les autres versions à partir de 2012 ;
- Electra Glide Ultra classic CVO, le top actuel de la marque, avec une customisation maximum (instruments, accessoires et peinture) et un moteur 110.

L'Electra sert de base au trike que produit Harley-Davidson depuis 2009 sous le nom de « Tri Glide Ultra » mais il n'était pas importé en Europe jusqu'à sa sortie en France en novembre 2013, en même temps que le nouveau moteur et le nouveau look des Electra. C'est le seul moto-trike d'usine au monde[réf. nécessaire].
Certaines compagnies de police étaient ou sont encore équipées d'Electra Glide.
Elle est également l'héroïne d'un film américain de 1973 : Electra Glide in blue.